# Fort Benton
Fort Benton è una città degli Stati Uniti d'America, capoluogo della Contea di Chouteau, nello Stato del Montana. In base al censimento del 2000, la città aveva 1.594 abitanti. L'area cittadina si estende su una superficie di 5,4 km², con una densità media di 294,7 abitanti per km² (2000).
Fort Benton sorge lungo le sponde del fiume Missouri e fu fondata nel 1847 quale centro per il commercio delle pellicce. Negli anni a seguire, crebbe notevolmente di importanza, grazie allo sviluppo delle navi a vapore e alla corsa all'oro a partire dal 1862. Nel 1870 fu collegata alla ferrovia gestita dalla Great Northern Railway, che però ne fece uno scalo di secondo piano.
Per la sua importanza storica e per l'ottima conservazione dei suoi siti storici, il 5 novembre 1961, l'intera area cittadina di Fort Benton fu riconosciuta dal Segretario degli Interni degli Stati Uniti quale National Historic Landmark.
È diventata famosa per la storia del cane Shep.

## Galleria d'immagini

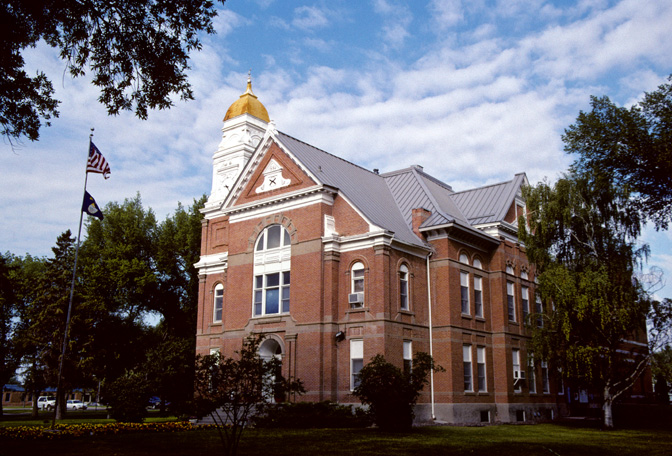
La Chouteau County Courthouse (Corte della Contea di Chouteau), edificata nel 1983
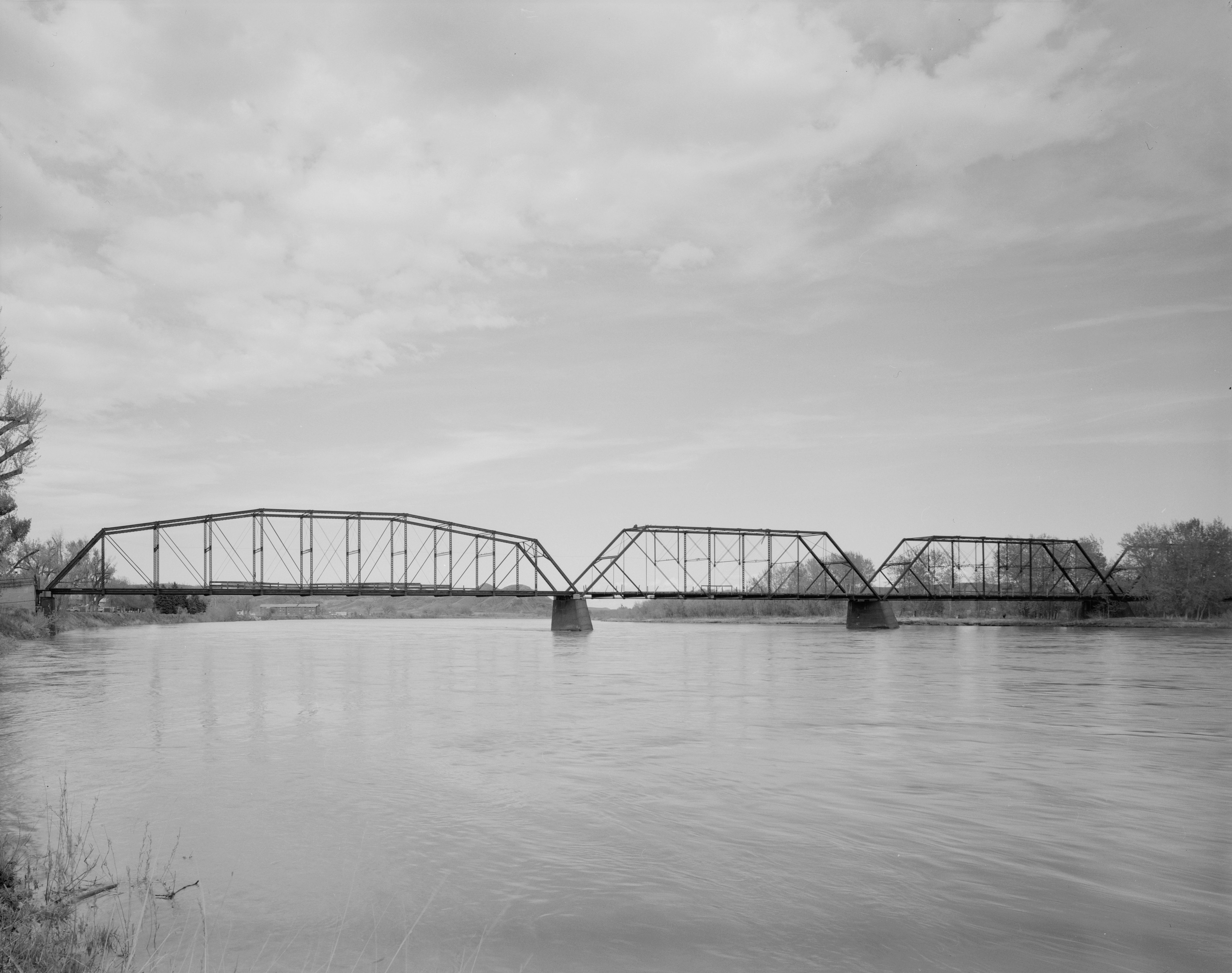
Ponte sul Missouri
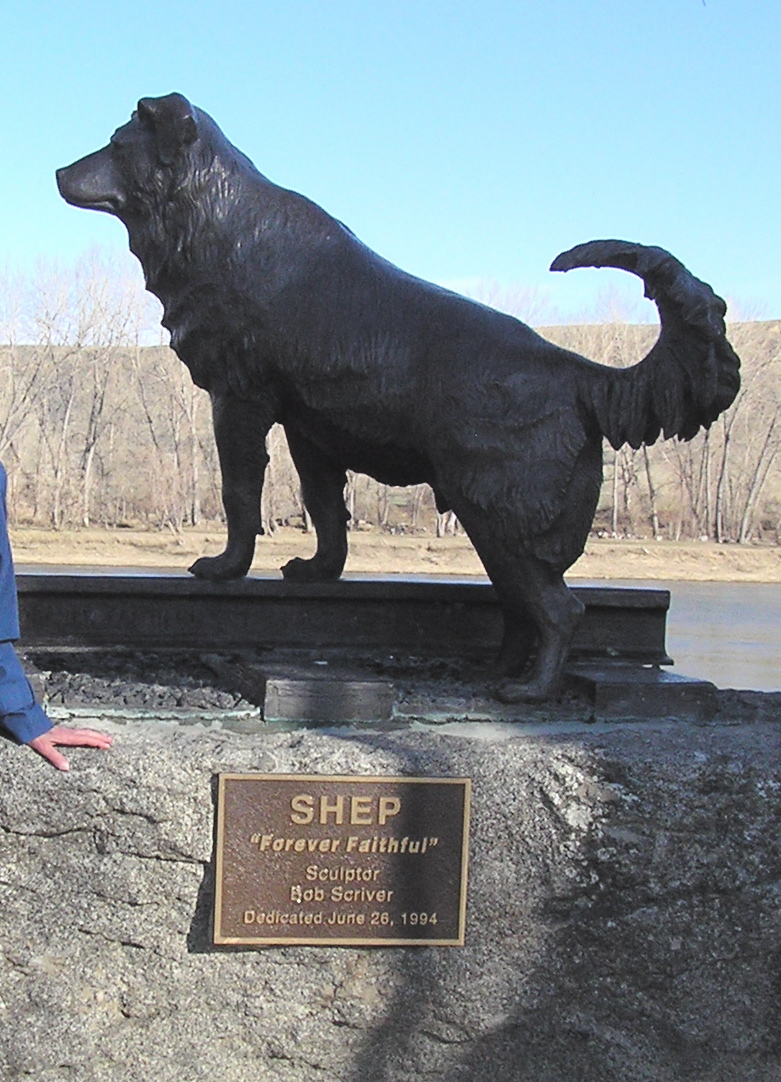
Statua del cane Shep